# Камбербэтч, Тимоти Карлтон
Тимоти Карлтон Конгдон Камбербэтч (англ. Timothy Carlton Congdon Cumberbatch; род. 4 октября 1939 года) — британский актёр.

## Ранние годы
Тимоти Карлтон родился в Оксфорде, в семье Полины Эллен Лэйнг (урожденной Конгдон), которая умерла 11 октября 2007 года, и Генри Карлтона Камбербэтча, военно-морского офицера обеих мировых войн и видного деятеля лондонского высшего общества. Его дед, Генри Арнольд Камбербэтч родился в Бердянске (где проживал его отец, Роберт Уильям Камбербэтч, занимавший тогда пост консула в Российской империи) и был генеральным консулом королевы Виктории в Турции.

## Карьера
Он сделал карьеру как в театре, так и на телевидении, появляясь в многочисленных телесериалах BBC с 1966 года по сегодняшний день, включая «Неуютная ферма» (1968). в ситкомах «Executive Stress», «Соблюдая приличия», «Ближайшие родственники» и в телефильмах «Гоген-дикарь» (1980) и «Алый первоцвет» (1982). В 2015 году он сыграл Дональда Сидвелла в серии «Napoleon’s Violin» сериала «Коронер». Его карьера в кино включала роли в фильмах «Baby Love» (1969), «Нарушение Бамбо» (1970), «Нечаянное везение» (1975), «The Bitch» (1979), «Воздушная дорога в Китай» (1983) и «Роковые выстрелы» (1999). В настоящее время он работает в театральном агентстве Susan Angel and Kevin Francis Ltd. в Лондоне.

## Личная жизнь
Карлтон женат на актрисе Ванде Вентам, с которой он познакомился в 1970 году во время съемок драматического сериала «Семейная вражда». Они женаты с апреля 1976 года. В 1973 году они вместе появились во 2-й серии драмы BBC «The Lotus Eaters» и в 2014 году в 3-й и 4-й сериях сериала BBC «Шерлок» в роли родителей главного героя, которого играет их сын, актёр Бенедикт Камбербэтч.